# Nacaduba agorda
Nacaduba agorda är en fjärilsart som beskrevs av Hans Fruhstorfer 1916. Nacaduba agorda ingår i släktet Nacaduba och familjen juvelvingar. Inga underarter finns listade i Catalogue of Life.